# Démodécie

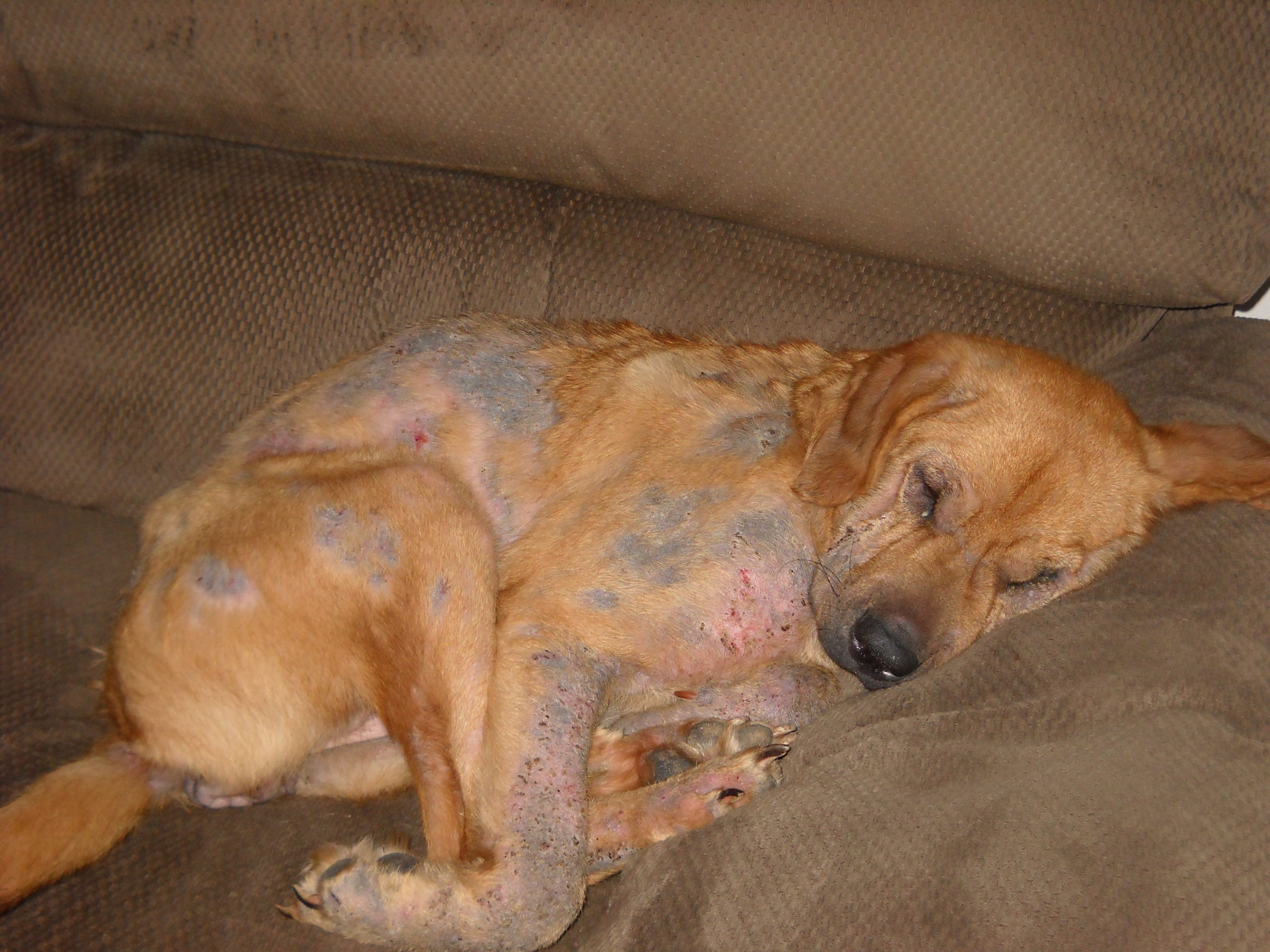
Chien démodécique.

La démodécie ou gale folliculaire est une maladie de peau touchant principalement le chien et provoquée par la prolifération de l'acarien Demodex canis. Couramment nommée « gale démodécique », elle ne doit pour autant pas être confondue avec la gale sarcoptique, qui est une maladie provoquée l'acarien Sarcoptes scabei. La démodécie peut parfois toucher le chat.

## Histoire
La démodécie canine est décrite pour la première fois en 1844.

## Étiologie

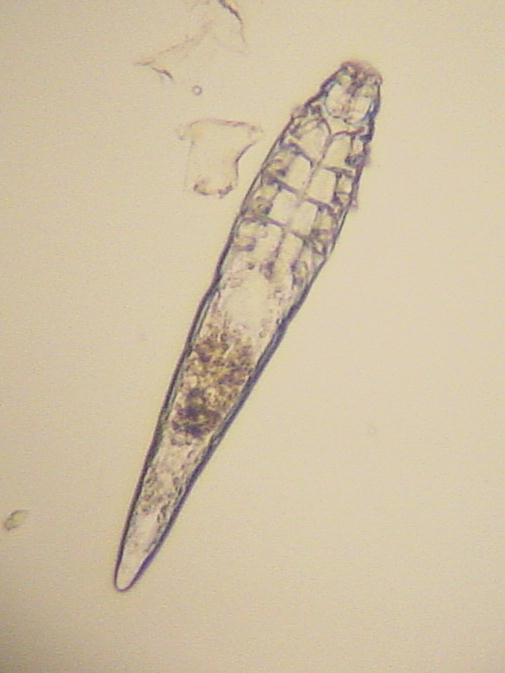
Un Demodex canis observé au microscope optique.

Le Demodex canis est un acarien de forme allongée, présent de manière commensale chez tous les chiens qui sont généralement porteurs sains. Depuis les années 1980, les espèces Demodex cornei et Demodex injai sont également identifiées comme cause de démodécie chez le chien,.
La démodécie du chat est provoquée par Demodex cati et Demodex gatoi.

## Épidémiologie
Une cinquantaine d'espèces de mammifères peuvent développer une démodécie.
Les Demodex sont transmis de la mère aux chiots dans les 72 premières heures de leur vie, pendant la tétée et la toilette. Elle ne se transmet pas de chien adulte à chien adulte, et un chien ne peut pas être contaminé par son environnement. La démodécie n'est pas transmissible à l'être humain,,.
La démodécie juvénile, qui concerne les chiots et les jeunes chiens, touche plus particulièrement les individus de certaines races prédisposées, sans que tous les petits d'une portée ne soient affectés. La démodécie peut également se développer chez le chien adulte plus âgé (7 à 8 ans),, auquel cas elle est secondaire à une pathologie primaire comme une dysendocrinie.

## Pathophysiologie
La pathogénie de la démodécie est mal connue,.

## Symptômes

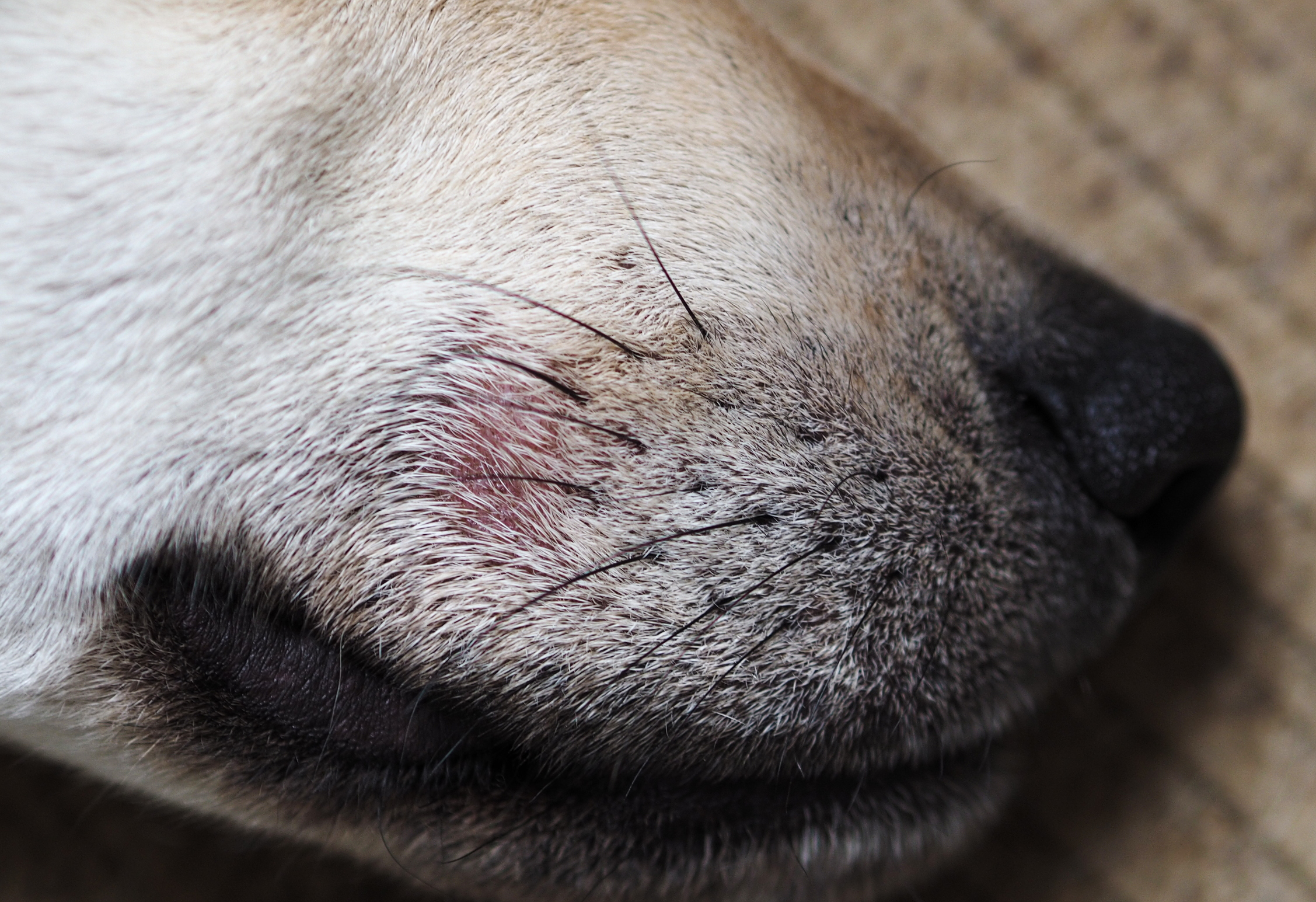
Lésion démodécique sur la babine d'un chien.

Les signes cliniques se manifestent lorsque la quantité de Demodex présents sur l'animal augmente de manière importante.
La démodécie est dite généralisée quand elle touche au moins deux membres ou cinq régions du corps, sinon on la dit localisée. Dans le cas d'une démodécie localisée, les lésions concernant avant tout la face et la zone périoculaire, les pattes, et parfois le tronc,. Elles forment des zones circulaires d'alopécie, accompagnée d'érythème et de squamosis, souvent sans prurit. La forme localisée auriculaire, ou « otodémodécie », s'accompagne d'une otite érythématocérumineuse. La pododémodécie est une forme grave de démodécie qui se concentre sur les pattes. Une démodécie localisée peut évoluer en démodécie généralisée.
Les premiers signes cliniques d'une démodécie généralisée comprennent un érythème, de la dépilation puis des squames. Les signes cliniques cutanés sont particulièrement variables selon les individus : pustules, comédons, manchons pilaires, nodules, croûtes, ulcères, squamosis, alopécie.
La démodécie peut se compliquer par l’apparition d’une surinfection bactérienne de la peau, notamment chez l'adulte. Dans ce cas, la peau présente des lésions accompagnées de prurit : papules, pustules, et parfois fistules ou cellulite, indiquant une pyodermite superficielle ou profonde. Dans les cas graves, l'état de l'animal peut fortement se dégrader et une septicémie peut se développer, pouvant mener à la mort de l'animal.

## Diagnostic

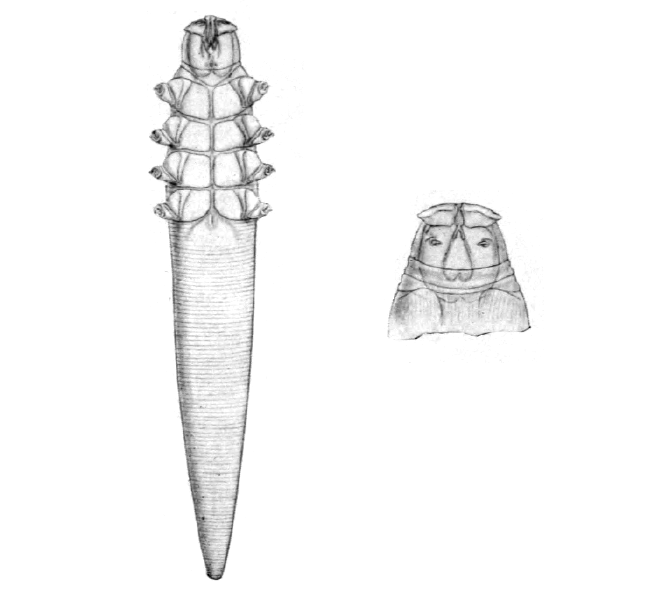
Demodex canis, vue ventrale d'un individu femelle et vue dorsale de la partie antérieure.

Le diagnostic de la démodécie se fait à partir de l’examen microscopique de prélèvements obtenus à la suite de raclages cutanés profonds sur plusieurs des zones atteintes,. Il est également possible de réaliser un calque cultané. La mise en évidence du parasite, sous sa forme adulte ou sous forme d'oeufs, confirme le diagnostic.

## Traitement
La majorité des démodécies localisées régressent spontanément. Le traitement est identique qu'il s'agisse d'une démodécie de type localisée ou généralisée.
Après identification du parasite, le traitement peut être soit oral (molécule spécialement orientée vers le Demodex) ou externe (bains d'acaricide). Dans un cas comme dans l'autre, le traitement est toujours assez long, allant de plusieurs semaines à plusieurs mois. Un contrôle régulier doit être réalisé en effectuant des raclages cutanés. Le traitement peut être suspendu quand on n’observe plus de parasites sur deux raclages réalisés à une semaine d’intervalle.
Les récidives sont peu fréquentes (10 % des cas).

## Prévention
Les chiennes démodéciques doivent être écartées de la reproduction afin de ne pas transmettre la maladie à leurs chiots.
L'emploi de corticoïdes en application cutanée est à éviter, car susceptible de réactiver la démodécie.